# Ramblin' Eddy
Ramblin' Eddy, artiestennaam van Eddy Veldkamp (Hoogezand-Sappemeer, 20 maart 1955), is een Nederlands countryzanger, songwriter en diskjockey. Hij heeft 3 studio-albums uitgebracht. Hij trad tweemaal op tijdens het gala van de Dutch Country Music Association (DCMA) en werkte verschillende malen als zanger en diskjockey in de Verenigde Staten. Momenteel presenteert hij twee countryprogramma's voor RTV GO!: Classic Country” en “ Two-Step” en een een jaren ‘60 en ‘70 item dagelijks rond 9.45 op RTV1.

## Biografie
Veldkamp werd geboren in een muzikaal gezin. Zijn vader speelde jarenlang in dans- en stemmingsorkesten op saxofoon en basgitaar en zijn moeder zong in een plaatselijk koor. Zijn eerste gitaar kreeg hij op 6-jarige leeftijd als Sinterklaascadeau. Hij werd in zijn jeugd muzikaal beïnvloed door artiesten als onder meer Willie Nelson, Glenn Miller, Jim Reeves, Hank Williams, Frankie Laine en The Byrds.
Zijn muzikale carrière begon in 1988 toen hij het radioprogramma Double W van Henk Wijngaard bij Radio Emmen overnam en hetzelfde jaar in een duo stapte met dezelfde naam. Dit programma presenteerde hij tot en met 1998. Het duo viel in 1989 door meningsverschillen uit elkaar. Hierna trad hij solo in het hele land op, met onder meer twee optredens op het gala van de Dutch Country Music Association (DCMA).
In 1997 reisde hij door negen zuidelijke staten van Amerika, waaronder twee maanden in Texas, en nam hij zijn derde cd Lone wolf op in de voormalige Vern Gosdin Studio in Hendersonville, Tennessee, de laatste woonplaats van Johnny Cash.
Terug in Nederland ging hij verder in het trio Ramblin' Eddy & Friends en door verschillende wisselingen heen als Ramblin' Eddy and his Bluebonnets, Ramblin' Eddy and his Fabulous Three en Ramblin' Eddy and his Fabulous Four. Uiteindelijk is hij tot 2021 de frontman van No, ... You Don’t geweest. Hij is nu leadzanger van de Merle Haggard Tribute Band “White Line Fever”.
In 2001 reisde hij opnieuw af naar Texas, waar hij met Ria Venekamp trouwde in de stad San Antonio. In 2009 werkte hij gedurende drie maanden als diskjockey voor de radiozender KCWM in de Texaanse plaats Hondo. Daarnaast trad hij op in een lokaal countrytrio. In 2012 reisde hij opnieuw naar de VS en trad hij opnieuw op in dit countrytrio.
Tussendoor trad hij in Nederland op met zijn band No, ... You Don’t, waaronder tijdens het Floralia Country Festival in 2012. Verder presenteerde voor de lokale omroepen Regio FM en Omroep Scheemda, waaronder van 2003 tot 2008 de show genaamd Texas Radio. Tegenwoordig presenteert hij de wekelijks radioshows Classic Country en Two Step op RTV Go! en presenteerde hij : Het pakhuis van de hits voor Groningen 1.

### Privé
Eddy heeft 2 zonen: Edwin en Bert uit een vorig huwelijk. Hij woont met Ria in een klein dorpje op het Groningse platteland.  Eddy's hobby's zijn naast zijn muziek: zijn hond Dan, vissen, lezen, aquarelleren en motorrijden. 
Albums
- 1992: Driftin' down memorylane
- 1995: Live to ride
- 1998: Lone wolf

## Muziekvideo's
- 2011: Willie
- 2011: Border Affair
- 2014: Shine